# Kushal Pal Singh
Kushal Pal Singh est un chef d'entreprise indien, patron du groupe Delhi, Land & Finance, premier promoteur immobilier en Inde. Il est né le 15 novembre à Bulandshahr (Uttar Pradesh).
Il appartient au groupe des plus grandes fortunes du Monde.
En 2010, sa fortune est estimée à 9 milliards de dollars.
Il est cité dans l'affaire des Panama Papers en avril 2016.

## Biographie
Kushal est issu d'une famille de paysans de la commune de Gurgaon située à une vingtaine de kilomètres de la capitale New Delhi.
Dans les années 1950, il passe neuf ans dans le prestigieux régiment 9th Deccan Horse[réf. souhaitée], jusqu'à son mariage arrangé avec la fille du promoteur immobilier qui avait fondé DLF en 1946.
Il a deux enfants :
- Un fils, Rajiv, né en 1960, vice-président du groupe DLF.
- Une fille, Pia, responsable de la partie divertissements (cinémas, complexes sportifs...) et des centres commerciaux du groupe DLF.

## Sa carrière
Kushal Pal Singh quitte l'armée et entre dans le groupe DLF après son mariage avec la fille du fondateur dans les années 1960. Depuis sa création, le promoteur avait à son actif quelques résidences dans les quartiers résidentiels de New Delhi, mais l'État indien, très dirigiste à l'époque, barrait la route aux promoteurs immobiliers. À la demande de son beau-père, Kushal tente de réorienter l'entreprise vers la vente de batteries de voiture, mais ce fut un semi-échec.
Rencontrant par hasard, à l'occasion d'une panne automobile, Rajiv Gandhi, petit-fils de Nehru et fils d'Indira Gandhi, il réussit à le convaincre de l'intérêt pour l'Inde de permettre aux promoteurs immobiliers de pouvoir se développer. En 1975, sous la pression de Rajiv Gandhi, la loi interdisant l'achat de terrains agricoles pour en faire autre chose que des surfaces agricoles est abolie.
Cependant, la tâche est compliquée car les terrains agricoles sont en général de petites surfaces et peuvent appartenir à plusieurs membres d'une même famille. Kushal doit convaincre chaque propriétaire, un par un. Kushal qui est un homme très patient va entretenir des relations amicales très proches avec le maximum de propriétaires de terrains agricoles autour de la capitale : il assiste aux mariages, joue les médiateurs dans les conflits, rend des services à ceux qui en ont besoin et devient leur ami bienveillant. Cette façon d'agir, lui permet en une vingtaine d'années d'acheter 1 400 hectares dans la banlieue de Delhi. Il applique aussi cette même politique dans une trentaine de grandes villes du pays comme Bangalore, Hyderabad, Noida, Jaipur et Chennai.
Depuis 1975, le groupe DLF a construit plus de 20 millions de m² dans l'immobilier et en a 52 millions en projet. En 2006, le groupe a fait un bénéfice de 19,4 milliards de roupies (273 millions d'euros) et emploie plus de dix-huit mille personnes.